# Soro
Soro là một thị xã và là nơi đặt ủy ban khu vực quy hoạch (notified area committee) của quận Baleshwar thuộc bang Orissa, Ấn Độ.

## Địa lý
Soro có vị trí 21°17′B 86°41′Đ / 21,29°B 86,69°Đ Nó có độ cao trung bình là 3 mét (9 feet).

## Nhân khẩu
Theo điều tra dân số năm 2001 của Ấn Độ, Soro có dân số 27.793 người. Phái nam chiếm 51% tổng số dân và phái nữ chiếm 49%. Soro có tỷ lệ 68% biết đọc biết viết, cao hơn tỷ lệ trung bình toàn quốc là 59,5%: tỷ lệ cho phái nam là 75%, và tỷ lệ cho phái nữ là 60%. Tại Soro, 13% dân số nhỏ hơn 6 tuổi.